# マリン・ミッドランド・ビル
マリン・ミッドランド・ビル (Marine Midland Building) またはHSBCバンク・ビル (HSBC Bank Building) は、マンハッタンのファイナンシャル・ディストリクトに建つ超高層ビルである。

## 概要
マリン・ミッドランド・ビルはスキッドモア・オーウィングズ・アンド・メリルのゴードン・バンシャフトによる設計で、ブロードウェイ140号に1967年に竣工した。51階建ての高さ209.7 m (688 ft)で、軒高は約677フィート (206 m)で、床面積は約111,000 m2 (1,190,000 sq ft)である。バンシャフトは当初、モノリス型の構造を提案していたが、非常に高く付くと見なされた。このビルの現在の所有者は、ユニオン・インベストメントである。
エントランスの前の広場には、イサム・ノグチ製作の彫刻キューブ (Cube) が目を引いている。
このビルはハリー・ヘルムズリーとマリン・ミッドランド・バンクのコンソーシアムによって建てられた。マリン・ミッドランド・バンクはビルの地下2階から地上20階までをリースする契約と引き換えに命名権を得た。この銀行の経営権は1980年にHSBCによって取得され、1987年には100%子会社となり、1998年には名称がHSBC銀行と変更された。現在はマリン・ミッドランド・ビルともHSBCビルとも呼ばれるが、一般的には旧名の方が用いられている。

## 爆破事件
1969年8月20日に8階で爆破事件が起こり、20名が負傷した。

## テナント
2010年時点で最大のテナントは、2003年に430,000 ft² (40,000 m²) をリースしたブラウン・ブラザーズ・ハリマンである。BBHは59 ウォール・ストリートが本拠として知られていたが、HSBCが5番街452号にオフィスを移転して空いたスペースに入居することとなった。